# Temporada 2006 del Campeonato Mundial de Rally
La temporada 2006 fue la 34º edición del Campeonato Mundial de Rally. El campeonato comenzó el 20 de enero en el Rally de Montecarlo y acabó tras quince pruebas en el Rally de Gran Bretaña.
El campeón fue Sébastien Loeb que ganó el título sin correr las cuatro últimas carreras.

## Calendario
El calendario del mundial de 2006 fue el siguiente:
| N.º | Rally                  | Fecha                  | Superficie      | Resultados |
| --- | ---------------------- | ---------------------- | --------------- | ---------- |
| 1   | 19 al 22 de enero      | Rally de Montecarlo    | Asfalto y hielo | Resultados |
| 2   | 3 al 5 de febrero      | Rally de Suecia        | Nieve           | Resultados |
| 3   | 3 al 5 de marzo        | Rally México           | Tierra          | Resultados |
| 4   | 24 al 26 de marzo      | Rally Cataluña         | Asfalto         | Resultados |
| 5   | 7 al 9 de abril        | Rally de Córcega       | Asfalto         | Resultados |
| 6   | 28 al 30 de abril      | Rally de Argentina     | Tierra          | Resultados |
| 7   | 19 al 21 de mayo       | Rally de Cerdeña       | Tierra          | Resultados |
| 8   | 2 al 4 de junio        | Rally Acrópolis        | Tierra          | Resultados |
| 9   | 11 al 13 de agosto     | Rally de Alemania      | Asfalto         | Resultados |
| 10  | 17 al 20 de agosto     | Rally de Finlandia     | Tierra          | Resultados |
| 11  | 1 al 3 de septiembre   | Rally de Japón         | Tierra          | Resultados |
| 12  | 22 al 24 de septiembre | Rally de Chipre        | Tierra          | Resultados |
| 13  | 13 al 15 de octubre    | Rally de Turquía       | Tierra          | Resultados |
| 14  | 26 al 29 de octubre    | Rally de Australia     | Tierra          | Resultados |
| 15  | 17 al 19 de noviembre  | Rally de Nueva Zelanda | Tierra          | Resultados |
| 16  | 1 al 3 de diciembre    | Rally de Gran Bretaña  | Tierra          | Resultados |

## Equipos
Este temporada los equipos inscritos para puntuar en el campeonato de constructores se dividían en: Manufacturer 1 (Constructor 1) y Manufacturer 2 (Constructor 2). En el primer caso la marca interesada debe completar todas las fechas del calendario con dos vehículos homologados con la última versión acorde al Apéndice J. Además debe inscribir a un piloto como primer piloto que será fijo toda la temporada mientras que el segundo podrá ser cambiado a lo largo del año. En el caso de Manufacturer 2 debe completar un mínimo de 10 rallies y no puede utilizar un vehículo que haya sido homologado durante la temporada 2006. Tampoco puede inscribir a un piloto que haya terminado entre los seis primeros de la clasificación final del campeonato en los últimos cinco años y solo podrá puntuar en aquellas pruebas en las que se haya inscrito a principio de temporada.
| Manufacturer 1                            | Manufacturer 1 | Manufacturer 1     | Manufacturer 1 | Manufacturer 1     | Manufacturer 1           | Manufacturer 1           | Manufacturer 1 | Manufacturer 1 | Manufacturer 1 |
| Equipo                                    | Constructor    | Vehículo           | Neumático      | Pilotos            | Copilotos                | Rondas                   |                |                |                |
| ----------------------------------------- | -------------- | ------------------ | -------------- | ------------------ | ------------------------ | ------------------------ | -------------- | -------------- | -------------- |
| Kronos Total Citroën WRT                  | Citroën        | Xsara WRC          | BF             | Sébastien Loeb     | Daniel Elena             | 1-12                     |                |                |                |
| Kronos Total Citroën WRT                  | Citroën        | Xsara WRC          | BF             | Colin McRae        | Nicky Grist              | 13                       |                |                |                |
| Kronos Total Citroën WRT                  | Citroën        | Xsara WRC          | BF             | Xavier Pons        | Carlos Del Barrio        | 1-8, 14-16               |                |                |                |
| Kronos Total Citroën WRT                  | Citroën        | Xsara WRC          | BF             | Daniel Sordo       | Marc Martí               | 1-16                     |                |                |                |
| BP Ford World Rally Team                  | Ford           | Focus RS WRC 06    | BF             | Marcus Grönholm    | Timo Rautiainen          | 1-16                     |                |                |                |
| BP Ford World Rally Team                  | Ford           | Focus RS WRC 06    | BF             | Mikko Hirvonen     | Jarmo Lehtinen           | 1-16                     |                |                |                |
| Subaru World Rally Team                   | Subaru         | Impreza WRC        | P              | Petter Solberg     | Phil Mills               | 1-16                     |                |                |                |
| Subaru World Rally Team                   | Subaru         | Impreza WRC        | P              | Stéphane Sarrazin  | Stéphane Prévot          | 1, 4-5, 9                |                |                |                |
| Subaru World Rally Team                   | Subaru         | Impreza WRC        | P              | Chris Atkinson     | Glenn Macneall           | 2-3, 6-8, 10-16          |                |                |                |
| Manufacturer 2                            |                |                    |                |                    |                          |                          |                |                |                |
| OMV Peugeot Norway                        | Peugeot        | 307 WRC            | BF             | Manfred Stohl      | Ilka Minor               | 1-16                     |                |                |                |
| OMV Peugeot Norway                        | Peugeot        | 307 WRC            | BF             | Henning Solberg    | Cato Menkerud            | 1-3, 6-8, 10, 12-16      |                |                |                |
| Stobart VK M-Sport Ford Rally Team        | Ford           | Focus RS WRC 04/06 | BF             | Matthew Wilson     | Michael Orr              | 1-16                     |                |                |                |
| Stobart VK M-Sport Ford Rally Team        | Ford           | Focus RS WRC 04/06 | BF             | Pieter Tsjoen      | Eddy Chevaillier         | 1                        |                |                |                |
| Stobart VK M-Sport Ford Rally Team        | Ford           | Focus RS WRC 04/06 | BF             | Kosti Katajamäki   | Timo Alanne              | 2, 7-8, 10, 13           |                |                |                |
| Stobart VK M-Sport Ford Rally Team        | Ford           | Focus RS WRC 04/06 | BF             | Luis Pérez Companc | José María Volta         | 2-3, 6-7, 11-12, 14-15   |                |                |                |
| Stobart VK M-Sport Ford Rally Team        | Ford           | Focus RS WRC 04/06 | BF             | Jari-Matti Latvala | Miikka Anttila           | 4-5, 9, 16               |                |                |                |
| Red Bull Škoda Team                       | Škoda          | Fabia WRC          | BF             | Gilles Panizzi     | Hervé Panizzi            | 1, 4                     |                |                |                |
| Red Bull Škoda Team                       | Škoda          | Fabia WRC          | BF             | Mattias Ekström    | Stefan Bergman           | 2                        |                |                |                |
| Red Bull Škoda Team                       | Škoda          | Fabia WRC          | BF             | Mattias Ekström    | Jonas Andersson          | 9                        |                |                |                |
| Red Bull Škoda Team                       | Škoda          | Fabia WRC          | BF             | Harri Rovanperä    | Risto Pietiläinen        | 5, 7-8, 12-13, 16        |                |                |                |
| Red Bull Škoda Team                       | Škoda          | Fabia WRC          | BF             | Andreas Aigner     | Klaus Wicha              | 1-2, 4-5, 7-9, 12-13, 16 |                |                |                |
| Equipos no registrados como constructores |                |                    |                |                    |                          |                          |                |                |                |
| Gareth MacHale                            | Ford           | Focus RS WRC       | BF             | Gareth MacHale     | Paul Nagle               | 1, 3-4, 6-7, 9, 16       |                |                |                |
| Stobart VK M-Sport Ford Rally Team        | Ford           | Focus RS WRC       | BF             | Andreas Mikkelsen  | Ola Fløene               | 16                       |                |                |                |
| MMSP LTD                                  | Mitsubishi     | Lancer WRC 05      | P              | Gianluigi Galli    | Giovanni Bernacchini     | 1-2                      |                |                |                |
| MMSP LTD                                  | Mitsubishi     | Lancer WRC 05      | P              | Daniel Carlsson    | Bosse Holmstrand         | 2, 10                    |                |                |                |
| MMSP LTD                                  | Mitsubishi     | Lancer WRC 05      | P              | Jussi Välimäki     | Jarkko Kalliolepo        | 7-8, 10                  |                |                |                |
| MMSP LTD                                  | Mitsubishi     | Lancer WRC 05      | P              | Juho Hanninen      | Marko Sallinen           | 10                       |                |                |                |
| Gianluigi Galli                           | Peugeot        | 307 WRC            | P              | Gigi Galli         | Giovanni Bernacchini     | 5-7,10                   |                |                |                |
| BSA                                       | Peugeot        | 307 WRC            |                | Alexandre Bengué   | Caroline Escudero-Bengué | 4-5                      |                |                |                |
| Astra Racing                              | Peugeot        | 307 WRC            |                | BF                 | Toni Gardemeister        | Jakke Honkanen           | Peugeot        | 307 WRC        | 1              |
| Astra Racing                              | Citroën        | Xsara WRC          |                | BF                 | Toni Gardemeister        | Jakke Honkanen           | Peugeot        | 307 WRC        |                |
| Astra Racing                              | Citroën        | Xsara WRC          | 8, 10, 12      | BF                 | Toni Gardemeister        | Jakke Honkanen           |                |                |                |
| PH-Sport                                  | Citroën        | Xsara WRC          | Janne Tuohino  | BF                 | Risto Pietiläinen        | 2                        |                |                |                |
| PH-Sport                                  | Citroën        | Xsara WRC          | Janne Tuohino  | BF                 | Mikko Markkula           | 10                       |                |                |                |
| Adapta AS                                 | Subaru         | Impreza WRC        | PBF            | Mads Østberg       | Ragnar Engen             | 2                        |                |                |                |
| Adapta AS                                 | Subaru         | Impreza WRC        | PBF            | Mads Østberg       | Ole Kristian Unnerud     | 10, 16                   |                |                |                |
| Adapta AS                                 | Subaru         | Impreza WRC        | PBF            | Anders Grøndal     | Trond-Inge Østbye        | 2                        |                |                |                |
| Red Devil Atolye Kazaz                    | Subaru         | Impreza WRC        | PBF            | Kristian Sohlberg  | Kaj Lindström            | 2, 10                    |                |                |                |
| Red Devil Atolye Kazaz                    | Subaru         | Impreza WRC        | PBF            | Kristian Sohlberg  | Tomi Tuominen            | 7                        |                |                |                |
| Subaru World Rally Team                   | Subaru         | Impreza WRC        | P              | Petter Solberg     | Phil Mills               | 1-16                     |                |                |                |
| Subaru World Rally Team                   | Subaru         | Impreza WRC        | P              | Stéphane Sarrazin  | Stéphane Prévot          | 1, 4-5, 9                |                |                |                |
| Subaru World Rally Team                   | Subaru         | Impreza WRC        | P              | Chris Atkinson     | Glenn Macneall           | 2-3, 6-8, 10-16          |                |                |                |
| Subaru World Rally Team                   | Subaru         | Impreza WRC        | P              | Toshi Arai         | Tony Sircombe            | 11                       |                |                |                |
| Czech RT Škoda Kopecký                    | Škoda          | Fabia WRC          | BF             | Jan Kopecký        | Filip Schovánek          | 1-2, 4-5, 7-10, 13, 16   |                |                |                |
| First Motorsport Škoda                    | Škoda          | Fabia WRC          | BF             | François Duval     | Patrick Pivato           | 1, 4-5, 7-9, 13, 16      |                |                |                |

## Clasificación

### Campeonato de Pilotos
| Pos. | Piloto             | MON | SWE | MEX | ESP | FRA | ARG | ITA | GRE | GER | FIN | JPN | CYP | TUR | AUS | NZL | GBR | Puntos |
| ---- | ------------------ | --- | --- | --- | --- | --- | --- | --- | --- | --- | --- | --- | --- | --- | --- | --- | --- | ------ |
| 1    | Sébastien Loeb     | 2   | 2   | 1   | 1   | 1   | 1   | 1   | 2   | 1   | 2   | 1   | 1   |     |     |     |     | 112    |
| 2    | Marcus Grönholm    | 1   | 1   | 8   | 3   | 2   | 10  | Ret | 1   | 3   | 1   | 2   | 2   | 1   | 5   | 1   | 1   | 111    |
| 3    | Mikko Hirvonen     | 7   | 12  | 14  | 9   | 4   | Ret | 2   | 3   | 9   | 3   | 3   | 3   | 2   | 1   | 2   | Ret | 65     |
| 4    | Manfred Stohl      | 4   | 18  | 3   | 12  | 7   | 4   | 7   | Ret | 5   | 9   | 5   | 4   | 8   | 3   | 3   | 2   | 54     |
| 5    | Daniel Sordo       | 8   | 16  | 4   | 2   | 3   | 5   | 3   | 6   | 2   | Ret | DSQ | Ret | 7   | 23  | 5   | 7   | 49     |
| 6    | Petter Solberg     | Ret | DSQ | 2   | 7   | 11  | 2   | 9   | 7   | Ret | Ret | 7   | 8   | 13  | 2   | 6   | 3   | 40     |
| 7    | Xavier Pons        | 9   | 7   | Ret | Ret | 6   | 17  | 4   | 8   | 14  | Ret |     | 7   | 4   | 4   | 4   | 5   | 32     |
| 8    | Henning Solberg    | Ret | 8   | 5   |     |     | 7   | Ret | 5   |     | 4   |     | 6   | 3   | Ret | 12  | 11  | 25     |
| 9    | Toni Gardemeister  | 3   |     |     |     |     |     |     | 4   | 4   |     |     | 5   |     |     |     |     | 20     |
| 10   | Chris Atkinson     | 6   | 11  | 7   | 11  | 13  | 6   | 10  | 11  | 8   | 13  | 4   | 9   | 6   | 9   | Ret | 6   | 20     |
| 11   | Gigi Galli         | Ret | 4   |     |     | 9   | 3   | Ret |     |     | 5   |     |     |     |     |     |     | 15     |
| 12   | Alexandre Bengué   |     |     |     | 4   | 5   |     |     |     |     |     |     |     |     |     |     |     | 9      |
| 13   | Jari-Matti Latvala | 41  |     | 25  | 16  | Ret |     |     | 22  | 34  | 17  | 69  |     |     | 6   | 8   | 4   | 9      |
| 14   | Kosti Katajamäki   |     | 6   |     |     |     |     | Ret | 26  |     | 14  |     |     | 5   |     |     |     | 7      |
| 15   | Jan Kopecký        | 11  | 13  |     | 5   | 10  |     | 17  | 16  | 7   | 8   |     |     | Ret |     |     | 10  | 7      |
| 16   | Daniel Carlsson    |     | 3   |     |     |     |     |     |     |     | Ret |     |     |     |     |     |     | 6      |
| 17   | Jussi Välimäki     |     |     |     |     |     |     | 5   | 9   |     | 7   |     |     |     |     |     |     | 6      |
| 18   | Stéphane Sarrazin  | 5   |     |     | 8   | 8   |     |     |     | Ret |     |     |     |     |     |     |     | 6      |
| 19   | François Duval     | Ret |     |     | 6   | Ret |     | 8   | 13  | Ret |     |     |     | 9   |     |     | 8   | 5      |
| 20   | Thomas Rådström    |     | 5   |     |     |     |     |     |     |     |     |     |     |     |     |     |     | 4      |
| 21   | Gareth MacHale     | 16  |     | 6   | Ret |     | 11  | 11  |     | 10  |     | Ret |     |     |     |     | Ret | 3      |
| 22   | Kristian Sohlberg  |     | Ret |     |     |     |     | 6   |     |     | Ret |     |     |     |     |     |     | 3      |
| 23   | Andreas Aigner     | 13  | Ret |     | 13  | 15  |     | 13  | 14  | 6   |     |     | Ret | 10  |     |     | Ret | 3      |
| 24   | Janne Tuohino      |     | 10  |     |     |     |     |     |     |     | 6   |     |     |     |     |     |     | 3      |
| 25   | Toshi Arai         |     |     | 9   |     |     | 30  |     | 21  |     |     | 6   | 22  |     | Ret | 30  |     | 3      |
| 26   | Mirco Baldacci     |     |     | 11  |     |     | 21  |     | 20  |     |     | 46  |     |     | 7   | 18  | Ret | 2      |
| 27   | Luis Pérez Companc |     | 23  | 12  |     |     | 9   | 12  |     |     |     | 11  | 14  |     | 22  | 7   |     | 2      |
| 28   | Matthew Wilson     | 15  | 14  | 16  | 15  | 16  | 8   | 34  | 10  | 12  | 10  | 40  | 10  | 12  | 27  | 13  | 12  | 1      |
| 29   | Fumio Nutahara     | 17  |     | Ret |     |     |     |     |     |     |     | 8   | 11  |     | 26  | 21  |     | 1      |
| 30   | Dean Herridge      |     |     |     |     |     |     |     |     |     |     | 14  |     |     | 8   |     |     | 1      |
| Pos. | Piloto             | MON | SWE | MEX | ESP | FRA | ARG | ITA | GRE | GER | FIN | JPN | CYP | TUR | AUS | NZL | GBR | Puntos |

| Color     | Resultado                                              |
| Oro       | Ganador                                                |
| Plata     | 2ª plaza                                               |
| Bronce    | 3ª plaza                                               |
| Verde     | Finalizó (diez primeros)                               |
| Azul      | Finalizó                                               |
| Violeta   | No terminó (Ret)                                       |
| Negro     | Descalificado (DES)                                    |
| Blanco    | No empezó (DNS)                                        |
| Blanco    | Excluido (EX)                                          |
| Blanco    | Lesionado (LES)                                        |
| Sin color | No participó                                           |
| x1        | Puntos extra                                           |
| (x)       | Entre paréntesis, puntos no computables para el total. |

### Campeonato de Constructores
| Pos. | Equipo              | Rallies | Rallies | Rallies | Rallies | Rallies | Rallies | Rallies | Rallies | Rallies | Rallies | Rallies | Rallies | Rallies | Rallies | Rallies | Rallies | Puntos |
| Pos. | Equipo              | MON     | SWE     | MEX     | ESP     | FRA     | ARG     | ITA     | GRE     | GER     | FIN     | JPN     | CYP     | TUR     | AUS     | NZL     | GBR     | Puntos |
| ---- | ------------------- | ------- | ------- | ------- | ------- | ------- | ------- | ------- | ------- | ------- | ------- | ------- | ------- | ------- | ------- | ------- | ------- | ------ |
| 1    | Ford                | 14      | 12      | 4       | 12      | 14      | 1       | 8       | 16      | 10      | 16      | 14      | 14      | 18      | 14      | 18      | 10      | 195    |
| 2    | Kronos Citroën      | 11      | 13      | 10      | 10      | 15      | 10      | 16      | 11      | 18      | 8       | 10      | 10      | 3       | 6       | 9       | 6       | 166    |
| 3    | Subaru              | 5       | 3       | 12      | 11      | 7       | 13      | 7       | 5       | 0       | 2       | 9       | 5       | 4       | 11      | 3       | 9       | 106    |
| 4    | Peugeot Norway      | 6       | 4       | 11      | 0       | 0       | 10      | 5       | 5       | 0       | 9       | 0       | 9       | 8       | 6       | 7       | 8       | 88     |
| 5    | Stobart Ford        | 0       | 7       | 2       | 1       | 0       | 5       | 0       | 2       | 3       | 4       | 5       | 1       | 5       | 2       | 2       | 5       | 44     |
| 6    | Red Bull Škoda Team | 3       | 0       | 0       | 5       | 3       | 0       | 3       | 0       | 8       | 0       | 0       | 0       | 1       | 0       | 0       | 1       | 24     |

### Campeonato Júnior
| Pos. | Piloto               | SWE | ESP | FRA | ARG | ITA | FIN | TUR | GBR | Puntos |
| ---- | -------------------- | --- | --- | --- | --- | --- | --- | --- | --- | ------ |
| 1    | Patrick Sandell      | 8   |     |     | 8   | 10  | 2   |     | 4   | 32     |
| 2    | Urmo Aava            | 6   |     | 8   |     | 6   |     | 10  | 1   | 31     |
| 3    | Per-Gunnar Andersson | 10  |     |     | 6   | 5   | 8   |     |     | 29     |
| 4    | Guy Wilks            |     |     |     | 10  | 1   | 10  | 5   |     | 26     |
| 5    | Conrad Rautenbach    |     | 3   | 6   |     | 8   |     | 8   |     | 25     |